# Miguel Grau Seminario
Miguel Grau Seminario (Piura, Peru, 27 de julho de 1834 — Punta Angamos, 8 de outubro de 1879) foi um militar peruano, almirante e herói da marinha de seu país.
Foi comandante da marinha peruana e do navio de guerra Huáscar, tendo participado em vários combates navais durante a guerra do pacífico.
Recebeu o título de "grande-almirante" outorgado pelo congresso da República do Peru.

## Início de carreira
Em 1853, aos 19 anos, deixou a marinha mercante e se tornou candidato a oficial da Marinha do Peru, onde desenvolveu notável reputação profissional. Em 1854, foi oficial militar do navio Rimac. Sua carreira foi rápida e brilhante. Em 1863, ele foi promovido um ano depois. Em 1864, foi enviado à Europa para supervisionar a construção de navios da frota peruana. Ele seria preso um ano depois, com um grupo de colegas oficiais por rejeitar a ideia de contratar um estrangeiro como comandante supremo da Marinha do Peru, mas foi posteriormente libertado após um julgamento no qual foram declarados inocentes por sua causa. provado digno. Entre esses navios estava o couraçado Huáscar, lançado em 1865 por Laird em Birkenhead. Após seu retorno, Chile e Peru se juntaram em uma frota binacional contra as tentativas espanholas de recuperar suas colônias americanas. Em 1868, foi convocado para a Marinha e nomeado comandante do Huáscar com o posto de Tenente Comandante, sendo posteriormente promovido a Comandante. Em 1º de junho de 1874, ele se tornou o comandante da frota da Marinha do Peru como Capitão, e mais tarde tornou-se membro do Congresso da República do Peru como deputado eleito em 1876, representando Paita. Até hoje sua cadeira é preservada em congresso e seu nome é chamado no início de cada sessão, sendo respondido "presente" por todos os congressistas.

## Guerra do Pacífico
Quando começou a Guerra do Pacífico entre o Chile contra a Bolívia e o Peru, em 5 de abril de 1879, Miguel Grau estava a bordo do Huáscar, como seu capitão e Comandante da Marinha. Em uma impressionante demonstração de maestria naval, Capitán Grau desempenhou um importante papel ao interditar as linhas de comunicação e abastecimento chilenas, danificando, capturando ou destruindo várias embarcações inimigas e bombardeando instalações portuárias. O Huáscar de Grau tornou-se famoso por se mover furtivamente, atacando de surpresa e depois desaparecendo. Essas ações adiaram a invasão chilena por mar por seis meses e, como resultado, ele foi promovido a contra-almirante pelo governo de Lima - o primeiro peruano a ser promovido a oficial de bandeira em muitos anos.

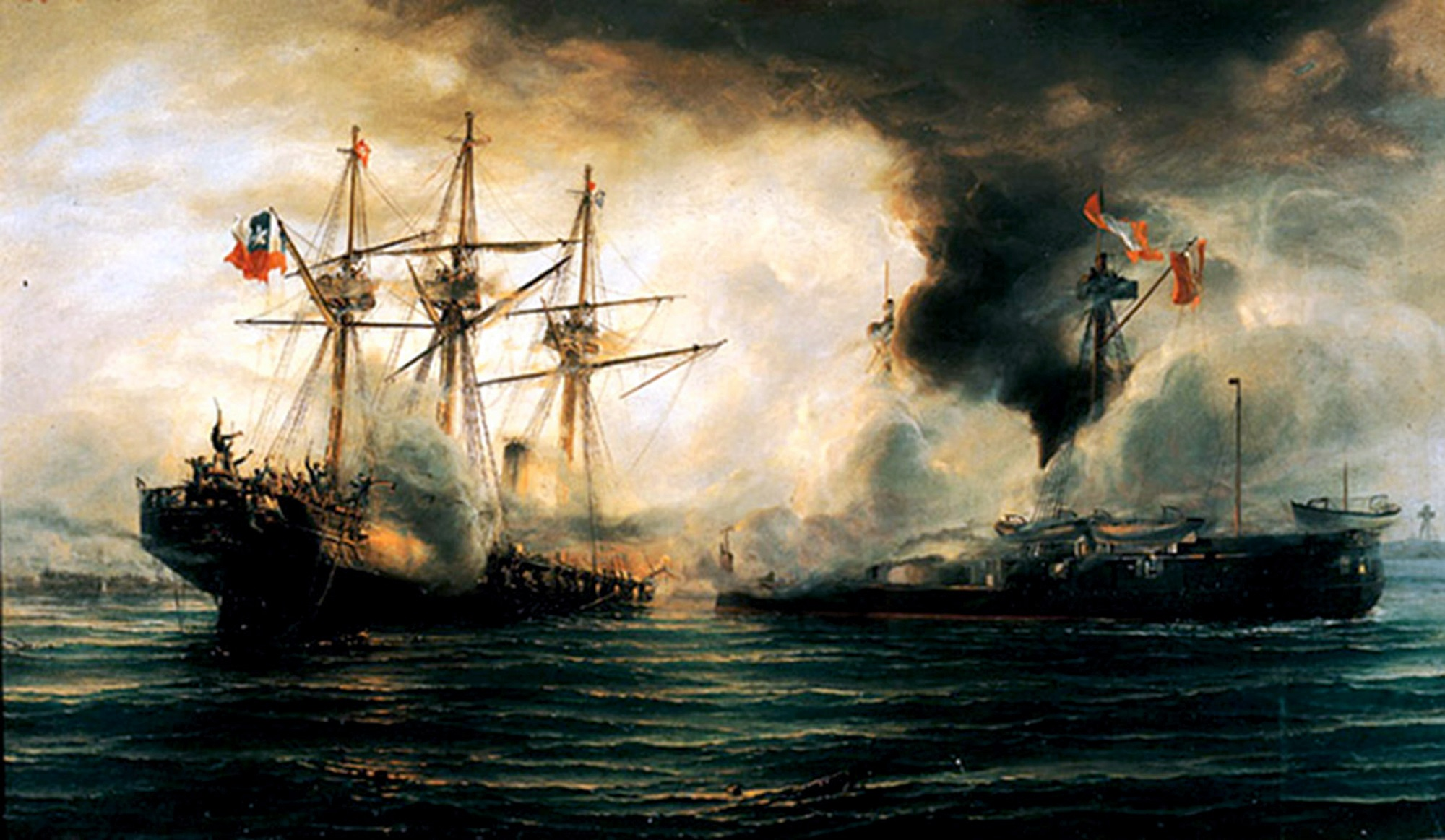
Batalha de Iquique

### El Caballero de los Mares
Na Batalha de Iquique, depois que Huáscar afundou a corveta chilena Esmeralda com uma colisão, Grau ordenou o resgate da tripulação sobrevivente das águas. Grau também escreveu condolências à viúva de seu oponente Arturo Prat, devolvendo sua espada e pertences pessoais.
Carta para Carmela Carvajal de Prat (viúva de Prat):

Querida Madame:
Tenho um dever sagrado que me autoriza a escrever-lhe, apesar de saber que esta carta irá aprofundar a sua dor profunda, ao relembrar-lhe as batalhas recentes.
Durante o combate naval ocorrido nas águas de Iquique, entre as naus chilenas e peruanas, no dia 21 do mês passado, seu digno e valente marido Capitão Arturo Prat, Comandante da Esmeralda, foi como Vossa Excelência não ignorar mais, vítima de sua bravura temerária em defesa e glória da bandeira de seu país.
Ao mesmo tempo que deploro sinceramente este lamentável acontecimento e partilho a sua dor, cumpro o triste dever de lhe enviar alguns dos seus pertences, de um valor inestimável para si, que enumero no final desta carta. Sem dúvida, servirão de pequeno consolo em meio ao seu infortúnio, e me apressei em remetê-los a você.
Reiterando os meus sentimentos de condolências, aproveito para vos apresentar os meus serviços, considerações e respeitos e coloco-me à sua disposição.
(Assinado) Cpt. Miguel Grau

No porto de Antofagasta, depois de se aproximar sorrateiramente de um navio inimigo, o Matias Cousiño, ele cortesmente pediu à tripulação que abandonasse o navio antes de abrir fogo. No momento em que seu capitão Castleton estava abandonando o navio, apareceram os navios capitais dos chilenos Blanco Encalada e Almirante Cochrane, forçando Grau a abandonar sua presa e, após incapacitar gravemente o Matias Cousiño, escapar passando por entre os couraçados chilenos, deixando-os em um posição desfavorável para prosseguir. Esses e outros gestos lhe renderam o apelido de El Caballero de los Mares de seus oponentes chilenos, reconhecendo um extraordinário senso de cavalheirismo e seu comportamento cavalheiresco, combinado com sua altamente eficiente e corajosa carreira de combate.
Grau também foi um fator determinante na captura do vapor Rimac. Rimac estava sendo perseguido pela corveta de madeira Unión sob o comando de Garcia y Garcia. Quando Huascar apareceu e disparou seus canhões gêmeos, Rimac rapidamente baixou sua bandeira. O regimento de cavalaria Carabineros de Yungay, incluindo seu comandante, foi capturado com o navio. Este foi um grande golpe para o Governo chileno, e o Comandante da Marinha do Chile renunciou ao cargo.

### Morte na Batalha de Angamos
Almirante Grau foi morto por um projétil perfurante disparado pelo couraçado Almirante Cochrane em um duelo quatro contra um durante a Batalha Naval de Angamos em 8 de outubro de 1879. Huáscar foi capturado pelos chilenos após sofrer graves baixas no duelo de artilharia de curta distância. Embora a maior parte do corpo de Grau não tenha sido recuperada, seus restos mortais, que foram enterrados com honras militares no Chile, foram devolvidos ao Peru em 1958. Por muitos anos após sua morte, seu nome foi chamado em uma lista de chamada cerimonial da Marinha do Peru, e o congresso peruano continua a fazê-lo.
Seu último lugar de descanso está na Escuela Militar Naval del Peru, em El Callao, em um mausoléu subterrâneo. Recebeu postumamente o grau de Gran Almirante del Perú (Grande Almirante do Peru) em 1967 por ordem do Congresso Peruano. Um retrato de Almirante Grau está exposto no navio-museu Huáscar.